# Push-pull konvertor
Push-pull konvertor je tipa DC-DC konvertor, to je prekidački konvertor koji koristi visokofrekvencijski transformator, kojim upravlja pomoću prekidača sa poluprovodničkim naizmjeničnim naponom. Glavna karakteristika push-pull konvertora je snadbjevanje strujom primarnog namotaja transformatora iz ulazne linije koju čine parovi tranzistora u simetričnom push-pull kolu. Tranzistori se naizmenično uključuju i isključuju, periodično pretvarajući struju u transformatoru. Dakle struja se crpi iz linije tokom obe polovine komutacionog ciklusa.
Push pull konvertor ima sledece karakteristike:
1. Push pull transformatori I filteri su mnogo manji od standardnih transformatora I filtera
2. Napon na primarnim prekidacima iznosi Vin*2
3. Napon postepeno opada ili postepeno raste
4. Ima nekoliko mogucih izlaza
5. Male promjene izlazne struje
6. Male promjene ulazne struje
7. Jednostavan gate drive
8. Veliki raspon ostvarljivog radnog ciklusa

Ovo je razlika izmedju push-pull konvertora i buck-boost konvertora, koji se snadbjeva strujom iz jednog tranzistora koji se uključuje i isključuje. Pa se struja samo izoblici iz oblika linije tokom trajanja polu komutacionog ciklusa. Tokom druge polovine izlazna snaga se snabdeva energijom čuvanom u kalemu ili kondenzatoru tokom napajanja.

## Princip rada
Termin push-pull se ponekad koristi da se generalno ukaže na bilo koji konvertor sa dvosmernim pobudnim transformatorom. Na primjer, u full bridge konvertoru, prekidači(povezani u obliku H mosta) mijenjaju napon na strani napajanja transformatora, čineći da transformator funkcioniše onako kako bi za neizmjeničnu struju i proizvodi napon na izlaznoj strani. Međutim, push–pull se najčešće odnosi na topologiji dva prekidača sa podeljenim primarnim namotajem. U svakom slučaju, napon od sekundarnog namotaja se ispravlja, a zatim prenosi do opterećenja. Na izlazu iz napajanja se često uključuje kondenzator za filtriranje buke koja neminovno nastaje zbog izvora u impulsnom režimu. U praksi je neophodno ostaviti mali slobodni interval izmedju poluperioda. Prekidači se javljaju kod para tranzistora (ili nekih drugih elemenata), pa ako su oba tranzistora istovrmeno otvorena postoji rizik od kratkog spoja. Shodno tome neophodno je postojanje kašnjenja kako bi se izbjegao ovaj problem.

## Spoljašnje veze
- Osnovni principi rada push-pull konvertora (језик: енглески)